# Noetherovský okruh
Noetherovský okruh je pojem z algebry, z teorie okruhů, pojmenovaný po Emmy Noetherové. Jedná se o takový okruh, který neobsahuje shora neomezený řetězec do sebe vnořených ideálů, tedy pro každý řetězec ideálů
{\displaystyle I_{1}\subseteq \cdots I_{k-1}\subseteq I_{k}\subseteq I_{k+1}\subseteq \cdots }
existuje nějaký index n, že:
{\displaystyle I_{n}=I_{n+1}=I_{n+2}=\cdots }
Alternativní definice říká, že noetherovský je takový okruh, ve kterém je každý ideál konečně generovaný.
Při změně směru inkluzí v definici (tj. požadavku, že každý klesající řetězec ideálů je konečný) získáme artinovský okruh. Všechny artinovské okruhy jsou zároveň noetherovské a jejich struktura je méně různorodá než okruhů noetherovských. 

## Příklady
- Libovolné těleso je noetherovský okruh, protože má jen triviální ideály.
- Obor celých čísel je noetherovský.
- Libovolný obor hlavních ideálů je noetherovský.
- Libovolný okruh polynomů v konečném počtu proměnných nad noetherovským okruhem je noetherovský.

Naopak mezi noetherovské okruhy nepatří:
- Okruh polynomů v nekonečném počtu proměnných nad libovolným okruhem.
- Okruh všech algebraických čísel.